# Ellen McLain
Ellen McLain (nascida em 1952/1953) é uma dubladora americana. Ela é mais conhecida por fornecer a voz de GLaDOS, o principal antagonista da série de videogame Portal, o Combine Overwatch AI em Half-Life 2, e a Administradora, a locutora em Team Fortress 2. Seus papéis de voz também incluem Jaeger AI em Pacific Rim  e The Witch em Left 4 Dead e Left 4 Dead 2.

## Carreira
McLain fornece vozes para muitos personagens em vários videogames da Valve. Entre eles estão GLaDOS, o principal antagonista da série de videogames Portal (pelo qual ela ganhou um AIAS Interactive Achievement Award por Outstanding Achievement in Character Performance), a Administradora em Team Fortress 2; e a voz do Combine Overwatch para a série Half-Life.
McLain cantou "Still Alive" e "Want You Gone", os créditos finais das canções para Portal e Portal 2, respectivamente, ambos escritos por Jonathan Coulton.  Ela cantou "Cara Mia Addio" no final do Portal 2. Às vezes é chamado de "Ópera da Torre".  Em dezembro de 2011, McLain ganhou o Spike Video Game Award na categoria "Melhor Performance de uma Mulher Humana" por sua dublagem como GLaDOS em Portal 2.
Em 2013, ela emprestou seu apoio público para arrecadar doações para a convenção de jogos LGBT GaymerX, financiada pelo Kickstarter.  Mais tarde, ela foi uma convidada especial na convenção em agosto de 2013. Em 2014, ela interpretou a Fada Madrinha na série de vídeos online [Wish It Inc.].   Em 2015, ela interpretou Lisa Clarke no filme gay independente, Winning Dad.  Este filme também foi promovido no canal de McLain no YouTube.
McLain desempenhou papéis em muitos dramas de rádio no programa de rádio Imagination Theatre. 
Em 2021, McLain forneceu a voz de GLaDOS não canonicamente, cantando um verso na música "Count to Three" dos Chalkeaters como uma participação especial. 
Em 2022, McLain forneceu a voz de GLaDOS para o anúncio da GEICO Insurance. 

## Vida Pessoal
McLain é casada com o dublador John Patrick Lowrie desde 1986.  McLain agora passa seus dias como instrutora de voz, ensinando na comunidade local e em teatros infantis. 

## Filmografia

### Filmes
| Ano  | Título                        | Trabalho          |
| ---- | ----------------------------- | ----------------- |
| 2013 | Pacific Rim                   | Gipsy Danger AI   |
| 2014 | Winning Dad                   | Lisa Clarke       |
| 2017 | The Gamers: The Shadow Menace | Lorraine Richards |
| 2018 | Pacific Rim: Uprising         | Gipsy Avenger AI  |

### Web Séries
| Ano  | Título                                | Trabalho            | Notas                |
| ---- | ------------------------------------- | ------------------- | -------------------- |
| 2014 | IRrelevant Astronomy                  | NOTGLaDOS           | "Fusion vs. Fission" |
| 2014 | Wish It Inc.                          | The Fairy Godmother | 12 episódios         |
| 2016 | Bee and PuppyCat                      | TempBot / Barkeep   | "Game"               |
| 2017 | Electromagnetic Spectrum: The Musical | NOTGLaDOS           |                      |
| 2021 | Count to Three                        | GLaDOS              | The Chalkeaters      |

### Videogames
| Ano  | Título                      | Trabalho                                       | Notas |
| ---- | --------------------------- | ---------------------------------------------- | --- |
| 2004 | Half-Life 2                 | Combine Overwatch                              | |
| 2006 | Half-Life 2: Episode One    | Combine Overwatch                              | |
| 2007 | Half-Life 2: Episode Two    | Combine Overwatch                              | |
| 2007 | Portal                      | GLaDOS / Turrets / Curiosity Core / Cake Core  | AIAS Interactive Achievement Award for Outstanding Achievement in Character Performance Canta "Still Alive" Não creditada em "Curiosity Core" e "Cake Core" |
| 2007 | Team Fortress 2             | The Administrator                              | Também referida como "The Announcer" ou "Helen" |
| 2007 | Godzilla: Unleashed         | Vorticia                                       | Aparece apenas em cutscenes |
| 2008 | Left 4 Dead                 | The Witch                                      | |
| 2009 | Left 4 Dead 2               | The Witch                                      | |
| 2011 | Portal 2                    | GLaDOS / Turrets / Caroline                    | "Melhor Performance de uma Mulher Humana" em Spike Video Game Awards Canta "Want You Gone" e "Cara Mia Addio" Não creditada em "Caroline"                   |
| 2011 | Killing Floor               | Anger Core                                     | Como comerciante temporário durante o evento Potato Fools Day dos jogos de 2011.                                                                            |
| 2011 | Defense Grid: The Awakening | GLaDOS                                         | "You Monster" DLC |
| 2012 | Dota 2                      | Broodmother / Death Prophet / GLaDOS Announcer | |
| 2013 | Poker Night 2               | GLaDOS                                         | Como negociante de cartas do jogo, papel coadjuvante |
| 2015 | Lego Dimensions             | GLaDOS / Turrets / Cake Core                   | Papel de apoio Canta "You Wouldn't Know" |
| 2017 | Bridge Constructor Portal   | GLaDOS                                         | |
| 2019 | The Church in the Darkness  | Rebecca Walker                                 | |
| 2020 | Half-Life: Alyx             | Combine Overwatch                              | |
| 2020 | Cyberpunk 2077              | Delamain                                       | Como uma das personalidades divididas de Delamain |
| 2023 | Haunted House of Mirrors    | Grandma Anna (Mrs. Canny’s Ash Ghost)          | AuddieGames |